# Смертный приговор (фильм, 2007)
«Смертный приговор» (англ. Death Sentence) — криминальный триллер 2007 года, снятый Джеймсом Ваном по сюжету одноимённого романа Брайана Гарфилда. Премьера фильма состоялась 31 августа 2007 года, на DVD — 8 января 2008 года.

## Сюжет
Менеджер крупной компании Ник женат на Хелен и воспитывает двух сыновей — Брендана и Лукаса.
После своего хоккейного матча Брендан со своим отцом возвращаются домой. Они заезжают на заправку, где происходит ограбление. Джо Дарли, младший брат лидера банды, перерезает горло Брендану с помощью мачете. Ник пытается остановить бандитов, но у него получается только сорвать маску с лица Джо. Брендан умирает от потери крови.
Ник узнает, что, если дело дойдёт до суда, убийца будет приговорен максимум на 3-5 лет тюрьмы, поэтому он просит полицию закрыть дело. Ник жаждет мести, и убивает Джо ржавым ножом в его же доме. Теперь уже Билли, старший брат Джо, хочет отомстить за смерть брата. Созывая членов банды, они пытаются выяснить, кто мог убить Джо, и останавливаются на Нике. На следующий день они устраивают Нику засаду на улице, но тот успевает сбежать, убив ещё одного члена банды. Билли предупреждает Ника, что он и его семья подписали себе смертный приговор.
Полицейский детектив Джессика Уоллис понимает, что происходит, и предоставляет семье Ника защиту. Несмотря на это, банда убивает полицейских, которые охраняли семью, и нападают на Ника и его родных. В результате нападения Хелен погибает, но Нику и Лукасу удаётся выжить.
Детектив позволяет Нику навестить своего сына в больнице, откуда Ник сбегает, чтобы найти оставшихся членов банды. Он приобретает на чёрном рынке оружие и выслеживает Хеко, одного из членов банды, от которого узнает, где можно найти остальных. Ник заставляет Хеко позвонить Билли. После разговора Бонес ссорится с Билли, и Билли убивает его.
Ник добирается до «офиса» банды. После перестрелки Ник остаётся один на один с Билли, и в короткой дуэли они оба наносят друг другу тяжёлые ранения. Сидя друг напротив друга, они разговаривают. Билли говорит, что заставил Ника стать хладнокровным убийцей как он сам. После чего Ник достаёт оружие и спрашивает, готов ли Билли, подразумевая, что убьёт его в следующее мгновение (уже за кадром).
Отомстив за семью, Ник возвращается домой и начинает пересматривать видео со своей семьей. К нему приезжает детектив и говорит, что Лукас уже пришёл в себя и будет жить. Ник расслабляется и переводит взгляд к видеозаписи. Он тяжело ранен и неясно, выживет ли он сам.

## В ролях
- Кевин Бейкон — Ник Хьюм
- Престон, Келли — Хелен Хьюм
- Хедлунд, Гаррет — Билли Дарли
- Гудмен, Джон — Бонес Дарли
- Тайлер, Аиша — детектив Джессика Уоллис
- Уоннелл, Ли — Спинк
- Гатеги, Эди — Боди

## Критика
- Death Sentence – Rotten Tomatoes. Rotten Tomatoes. Дата обращения: 15 сентября 2012.
- Death Sentence (2007): Reviews. Metacritic. Дата обращения: 14 сентября 2007. Архивировано 6 сентября 2013 года.
- Roger Ebert. Reviews – Death Sentence. Chicago Sun-Times (31 августа 2007). Дата обращения: 14 сентября 2007.
- Death Sentence — Film Scott Tobias, The A.V. Club, August 30, 2007
- Movie Review — Death Sentence Matt Zoller Seitz, The New York Times, August 30, 2007
- Death Sentence — Movie Review Owen Gleiberman, Entertainment Weekly, September 5, 2007
- Death Sentence Review Justin Chang, Variety, August 30, 2007
- Short Cuts — In Theaters: Death Sentence (2007) — Short Ends and Leader Bill Gibron, PopMatters, 2007
- Death Sentence Movie Review (2007) Darren Amner, Eye for Film, 2007
- Brian Garfield — Events
- Historian: Interview with Brian Garfield Nikki Tranter, PopMatters, March 5, 2008